# Villamartín
Villamartín è un comune spagnolo di 12 526 abitanti situato nella comunità autonoma dell'Andalusia.

## Geografia fisica
Il comune è attraversato dal fiume Guadalete.